# Agulha (Belém)

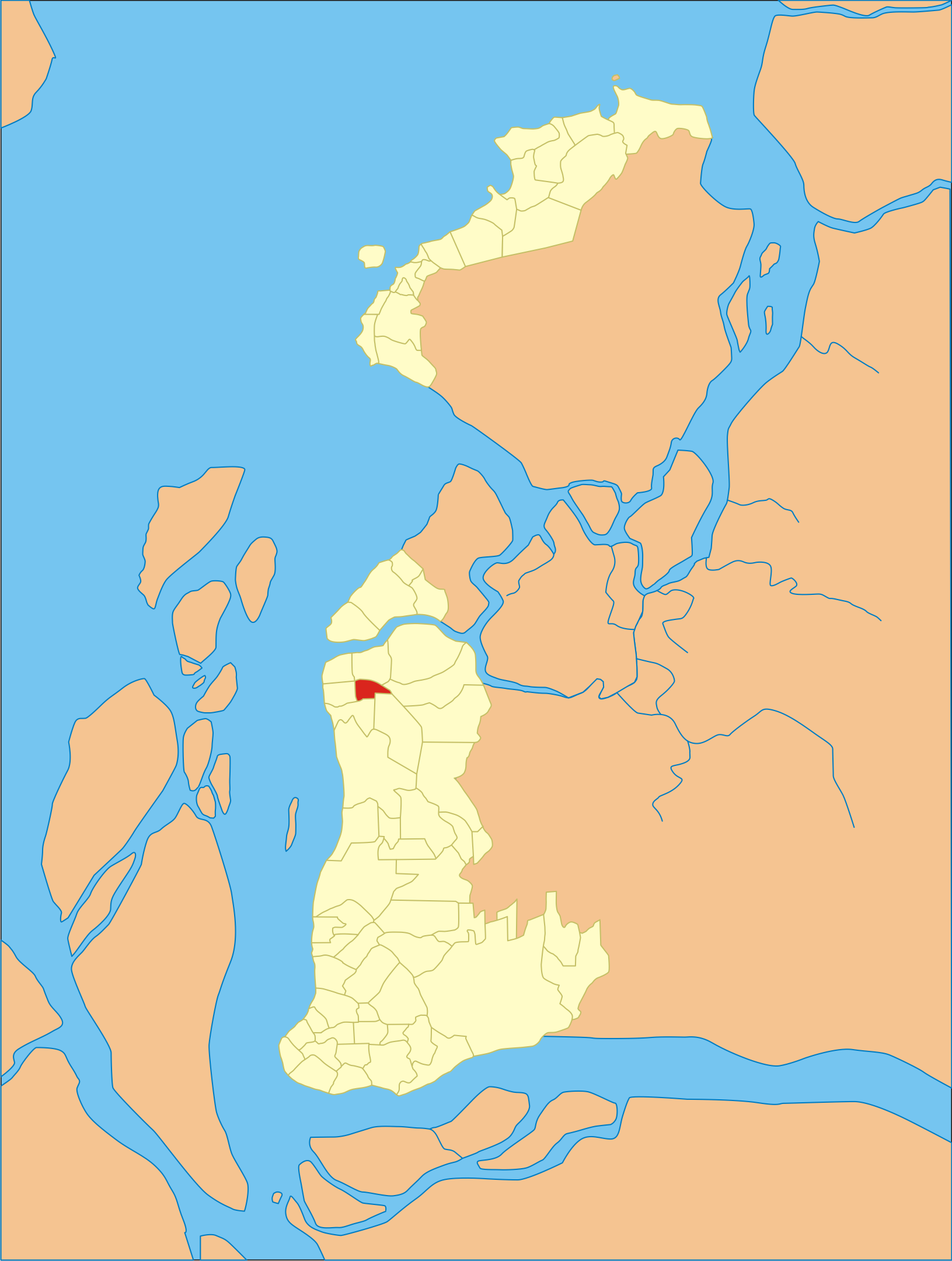
Localização do bairro Agulha em Belém do Pará.

Agulha é um bairro do município brasileiro de Belém (Pará). Seu nome é uma referência ao aparelho chamado popularmente de "agulha", responsável pela troca de trilhos para a manobra do trem que corria nesta área. De acordo com o Censo demográfico de 2000, o bairro contava com mais de 18 mil habitantes naquele ano. Dentre outros elementos de serviços e infraestrutura, o bairro abriga o único hospital de Icoaraci: o Hospital Estadual Abelardo Santos, uma unidade hospitalar de importância estratégica para o atendimento à saúde pública do Pará. O bairro abriga ainda uma escola de música, que é extensão da Fundação Carlos Gomes em Icoaraci.

## Festejos
No contexto dos festejos do distrito de Icoaraci, ocorre a cada ano, nos dias 13 de maio, a tradicional "Procissão Luminosa", saindo da Paróquia São João Batista e Nossa Senhora das Graças, no Cruzeiro, rumo à Paróquia Nossa Senhora de Fátima-Icoaraci, no bairro da Agulha. No mesmo dia, ocorre uma carreata inversa, ou seja, uma carreata que parte da Paróquia de Fátima de Belém no bairro de Agulha rumo à Paróquia de Fátima de Icoaraci.

## Ruas e avenidas
- Rodovia Augusto Montenegro